# Krusensterniella maculata
Krusensterniella maculata és una espècie de peix de la família dels zoàrcids i de l'ordre dels perciformes.

## Morfologia
- Els mascles poden assolir 14 cm de longitud total.[4][5]

## Hàbitat
És un peix marí, de clima temperat i demersal que viu entre 53-160 m de fondària.

## Distribució geogràfica
Es troba al nord del Mar del Japó.

## Observacions
És inofensiu per als humans.